# Emidio Salomone
Emidio Salomone (16 novembre 1954 – Acilia, 4 giugno 2009) è stato un mafioso italiano, ed esponente dell'organizzazione malavitosa romana Banda della Magliana.

## Biografia
Cresciuto all'ombra di Vittorio Carnovale, diventò ben presto attivo nel campo del traffico di stupefacenti, del gioco clandestino e dell'usura nel quadrante di Ostia.
Sfuggito nel novembre del 2004 ad un blitz delle forze dell'ordine contro gli ultimi componenti della Banda della Magliana, nel quale finirono in manette 18 persone, Salomone venne poi arrestato in Danimarca nel 2005 ma, rimesso in libertà prima ancora di essere estradato dopo una decisione del Tribunale del Riesame di Roma, era rientrato in Italia dove aveva ripreso a lavorare nel racket delle estorsioni, dell'usura e del traffico di droga ad Ostia.
Muore il 4 giugno 2009, assassinato da due killer in moto che gli sparano due colpi di pistola al volto, davanti a una sala giochi di via Cesare Maccari ad Acilia, nella periferia di Roma.
Il 12 settembre del 2011 finisce in manette Massimo Longo con l'accusa di essere il mandante del delitto Salomone il cui movente sarebbe stato lo spaccio di eroina nella piazza di Acilia.